# Carlos Rivas (Fußballspieler, 1953)
	Carlos Humberto Rivas Torres (* 24. Mai 1953 in Chimbarongo) ist ein ehemaliger chilenischer Fußballspieler. Der Mittelfeldspieler und 24-malige Nationalspieler nahm mit Chile an der Fußball-Weltmeisterschaft 1982 in Spanien teil.

## Vereinskarriere
Carlos Rivas spielte seit 1967 in der Jugend bei Audax Italiano und debütierte dort 1970 im Alter von 17 Jahren. 1973 wechselte er zu Deportes Antofagasta, wo er zum Nationalspieler reifte. Danach spielte Rivas jeweils eine Saison bei Deportes Concepción und Santiago Morning, kam dann zum CSD Colo-Colo, mit dem er die Meisterschaften 1979 und 1981 gewinnen konnte. In 136 Spielen schoss Rivas 40 Tore für die Albos.
Nachdem Rivas nur das Torneo Polla Gol bei den Santiago Wanderers gespielt hatte, wechselte er nach Kanada, wo er erst für die Edmonton Eagles und dann für Dynamo Latino spielte. Er kehrte noch einmal nach Chile zurück und spielte vom letzten Spieltag der Saison 1983 bis zum April 1984 für Unión Española. Rivas spielte noch für weitere kanadische Vereine und gründete eine Fußballschule in Ontario. Ab 1986 war er als Spielertrainer tätig. Beim Spiel seines Klubs Chile Lindo gegen die Detroit Wheels war Rivas in eine Spielerschlägerei verwickelt und wurde von der Canadian National Soccer League für vier Jahre gesperrt.

## Nationalmannschaftskarriere
Carlos Rivas gab sein Debüt für Chile unter Pedro Morales Torres im Juni 1975 beim Freundschaftscup Copa Juan Pinto Durán 1975 gegen Uruguay. Er spielte bei der Copa América 1979 alle neun Partien Chiles. La Roja, wie die Nationalmannschaft Chiles auch genannt wird, konnte sich durch den Gruppensieg für das Halbfinale qualifizieren und dort Peru besiegen. Im Finale gegen Paraguay schoss Rivas im Rückspiel mit dem 1:0-Treffer gleichzeitig den späteren Endstand, was zum Entscheidungsspiel führte. Dort fiel nach dem torlosen Unentschieden der Vergleich zugunsten der Paraguayer aus, da diese das Hinspiel mit 3:0 für sich entschieden hatten.
Rivas spielte die Qualifikation zur Weltmeisterschaft 1982, bei der er beim 2:0-Erfolg über Venezuela die 1:0-Führung erzielte, und wurde auch für das Endturnier in Spanien von Trainer Luis Santibáñez nominiert. In der Gruppenphase kassierte Chile drei Niederlagen und schied somit als Letzter der Gruppe A aus. Rivas kam nicht zum Einsatz. Sein letztes Länderspiel hatte somit im Mai 1981 beim 1:0-Freundschaftsspielerfolg gegen Irland stattgefunden. Er erzielte vier Tore in 24 Länderspielen.

## Erfolge
CSD Colo-Colo
- Chilenischer Meister: 1979, 1981
- Chilenischer Pokalsieger: 1981, 1982

Chile
- Finalist der Copa América: 1979